# Уют (деревня)
Уют — деревня в Сабинском районе Татарстана. Входит в состав Большешинарского сельского поселения.

## География
Находится в северо-западной части Татарстана на расстоянии приблизительно 10 км юго-запад по прямой от районного центра поселка Богатые Сабы у речки Малая Мёша.

## История
Основано в XVIII веке, упоминалось также как Починок Уют, Починок Буклуют. В начале XX века отмечалось наличие мечети и медресе.
По сведениям переписи 1897 года, в деревне Починок Уют Лаишевского уезда Казанской губернии жили 695 человек (291 мужчина и 404 женщины), все мусульмане.

## Население
Постоянных жителей было: в 1782 году — 66 душ мужского пола, в 1859—509, в 1897—794, в 1908—996, в 1920—995, в 1926—930, в 1938—949, в 1949—656, в 1970—521, в 1979—421, в 1989—269, 258 в 2002 году (татары 100 %), 237 в 2010.